# Guwosari
Guwosari is een bestuurslaag in het regentschap Bantul van de provincie Jogjakarta, Indonesië. Guwosari telt 12.024 inwoners (volkstelling 2010).